# Trieste (Roma)
Trieste è il diciassettesimo quartiere di Roma, indicato con Q. XVII.
Il toponimo indica anche la zona urbanistica 2E del Municipio Roma II di Roma Capitale.
L'area nord-est del quartiere è nota come Quartiere Africano, per la presenza di odonimi relativi alle colonie del Regno d'Italia.

## Geografia fisica

### Territorio
Si trova nell'area centro-nord della città.
Il quartiere confina:
- a nord con la zona Z. I Val Melaina[1].
- a nord-est con il quartiere Q. XVI Monte Sacro[2]
- a sud-est con il quartiere Q. V Nomentano[3]
- a sud-ovest con il quartiere Q. IV Salario[4]
- a nord-ovest con il quartiere Q. II Parioli[5]

I punti più alti del quartiere sono costituiti dalla cima del monte Cacciarello e dalla via Nomentana che ne delimita i confini. Il punto di osservazione più alto del quartiere e di tutto il territorio capitolino (con i suoi 143 m s.l.m.) si trova in corrispondenza della cima dei palazzi di via Cheren.

## Storia

### Il territorio prima dell'urbanizzazione
Le prime testimonianze umane nella zona risalgono all'epoca preistorica, quando alcune popolazioni si stanziarono nell'area della Sedia del Diavolo e di Monte delle Gioie. Posteriormente, in epoca storica, sul monte Antenne nacque un abitato sabino, i cui resti sono ancora oggi visibili; secondo la leggenda, Antemnae fu uno dei tre villaggi che subirono il celebre ratto delle Sabine. Dell'epoca romana arcaica e repubblicana non si possiedono molte attestazioni, mentre la zona diventa molto frequentata a seguito della costruzione di numerose catacombe, fra cui le antichissime catacombe di Priscilla, sorte sulla villa della gens Acilia.
Inoltre nella zona si trova parte del percorso della via Salaria, strada consolare di enorme importanza che univa Roma a Porto d'Ascoli, così chiamata per il commercio di sale che vi avveniva; la strada moderna omonima segue però il tracciato della Salaria Nova, risalente ai tempi dell'imperatore Nerva.
Negli anni seguenti l'Editto di Milano (313 d. C.) fu costruita una monumentale basilica dedicata a S. Agnese, la cui villa di famiglia sorgeva sulla Nomentana. Accanto ad essa, l'imperatrice Costanza fece edificare - nella seconda metà del secolo - il proprio mausoleo. A causa delle sue grandi dimensioni la basilica andò presto in rovina, tanto da indurre papa Onorio I (625-628) a commissionare l'attuale basilica in stile bizantino (Basilica di Sant'Agnese fuori le mura). Attorno a questi due monumenti, nel corso del Medioevo e all'inizio del Rinascimento sarebbe sorto il complesso dei Canonici Regolari Lateranensi.
Durante il Rinascimento e i secoli successivi, nella zona dell'attuale quartiere sorgevano soltanto alcune ville nobiliari ed edifici rustici (casali); in uno di questi, sulla via Nomentana, soggiornò Giuseppe Garibaldi ai tempi della Repubblica Romana.

### Urbanizzazione e nascita del quartiere

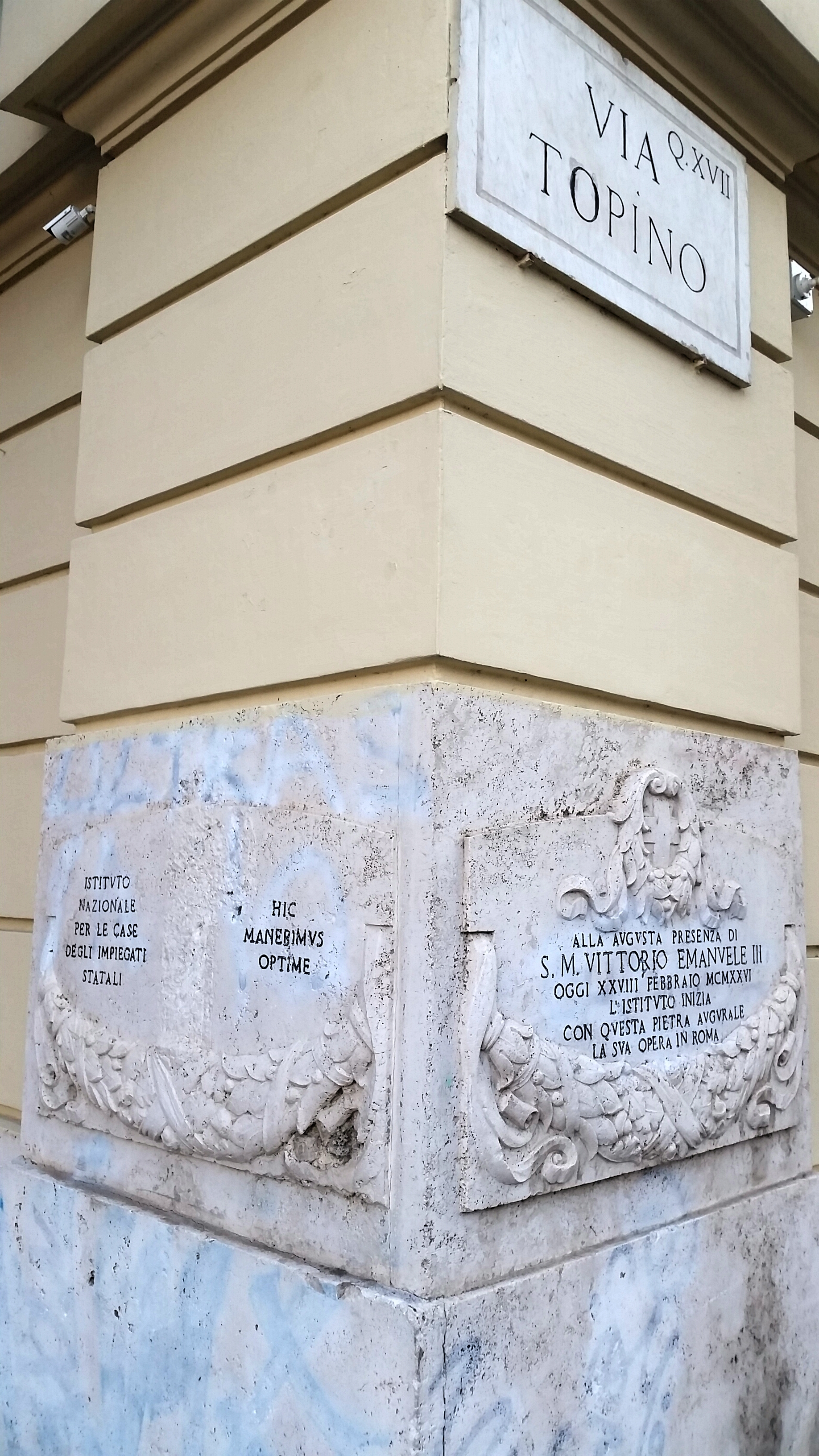
Posa della prima pietra, nel 1926, di costruzione di un edificio INCIS, nel nascente Quartiere Trieste.

In seguito all'unità d'Italia, la zona di monte Antenne viene fortificata con ampi bastioni, fossati e con un'imponente polveriera: la sua posizione era infatti ottimale per difendere il lato settentrionale della città. Alle sue pendici, nel 1906 trova sede il Tennis Club Parioli, ancora oggi in attività e celebre per aver formato numerosi campioni.
La prima urbanizzazione del territorio avvenne con il piano urbanistico del 1909 dell'architetto Edmondo Sanjust di Teulada, ma il quartiere nacque ufficialmente nel 1926 con il nome Savoia, dalla vicina residenza reale (oggi Villa Ada); l'evento viene ricordato da una targa commemorativa oggi in via Topino, nei pressi di piazza Verbano.
Nei primi trent'anni del secolo la zona mantenne la destinazione a edilizia residenziale di qualità, se non di lusso: è il periodo dei "villini" e del Quartiere Coppedè.
Negli anni trenta comincia invece l'urbanizzazione intensiva. Grandi condomini non privi di pretese vennero costruiti sulle aree di ville lottizzate per questo scopo, come Villa Lancellotti e Villa Chigi (della quale resta oggi un parco pubblico ed una residenza privata): abitazioni destinate agli impiegati statali o edificazioni concesse a cooperative (ad esempio quella dei ferrovieri costituì l'area vicina a piazza Crati). Fra il 1924 ed il 1930 viene costruito il Parco Virgiliano (o Parco Nemorense), ideato, come polmone verde per un quartiere ormai intensamente edificato, dall'architetto Raffaele De Vico, e inaugurato nel 1936 in occasione del bimillenario virgiliano.
In seguito alla nascita della Repubblica, nel 1946 il quartiere assunse il nome attuale, dall'omonimo corso che ne costituisce la via principale.

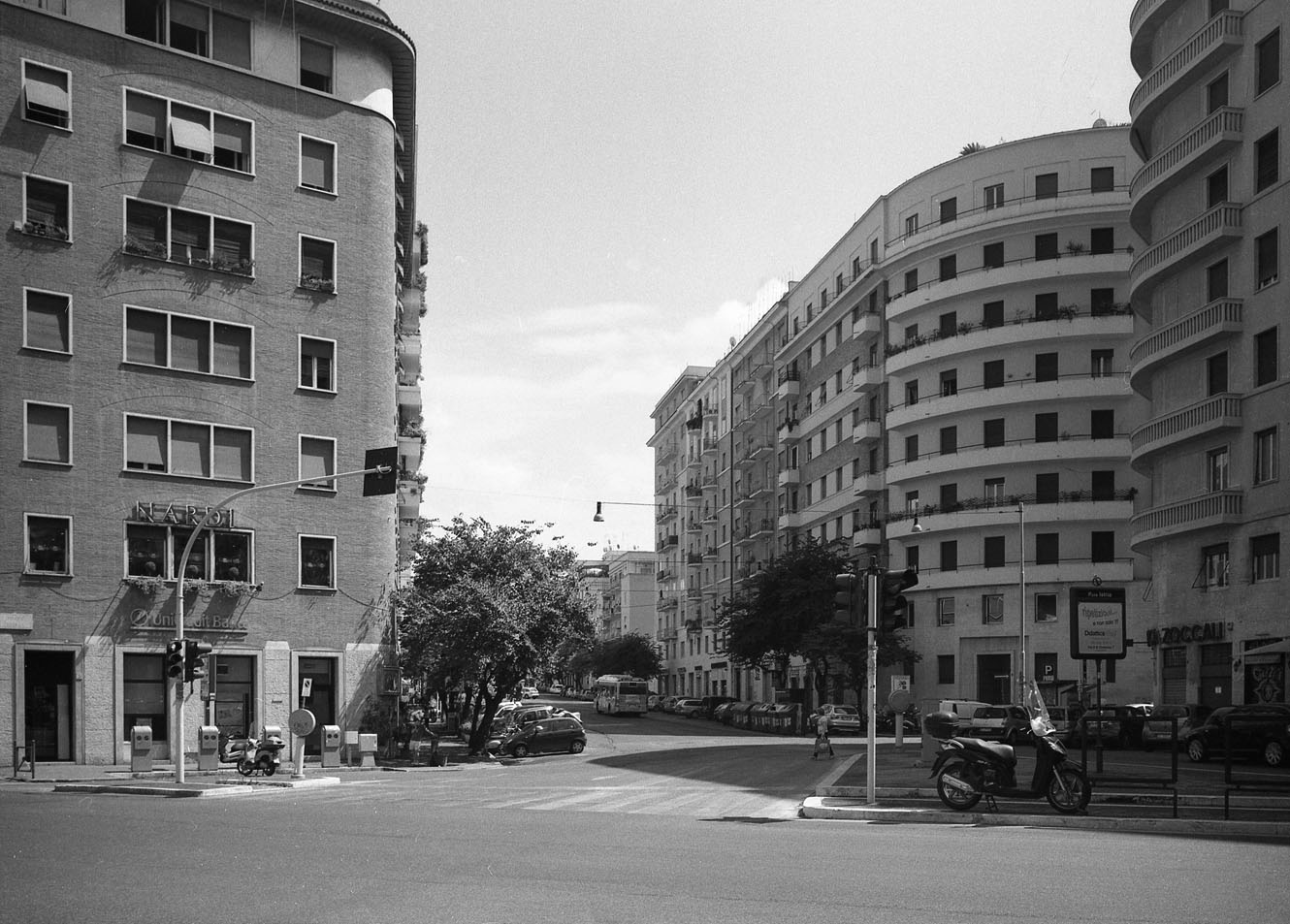
Piazza Istria nel 2013

Negli anni settanta la zona fu protagonista di una nuova speculazione edilizia, che fece sparire Tor Fiorenza, una fattoria fortificata del Seicento nella quale venivano portati i bambini anemici per dissetarsi col latte.
La parte più a nord del quartiere Trieste, da piazza Annibaliano verso la ferrovia Roma-Firenze, è comunemente chiamata "quartiere Africano" in virtù dell'odonomastica ispirata alle colonie africane del Regno d'Italia (via Tigrè, via Tripolitania, via Gadames, viale Libia) (v. infra). Il nucleo originario di tale "subquartiere", originariamente destinato alle famiglie dei ferrovieri, venne edificato nei primi anni venti, occupando un quadrilatero nell'area adiacente a via Tripoli. All'interno del suddetto quadrilatero, all'epoca decisamente isolato dal resto della città, erano state tracciate anche le vie Tobruk, Derna, Cirenaica, piazza Misurata e, fuori dal perimetro, le vie Benadir e Migiurtinia. Queste strade andavano ad aggiungersi alle vie Asmara e Massaua, traverse della via Nomentana, istituite poco prima, che collegavano la Villa Anziani.

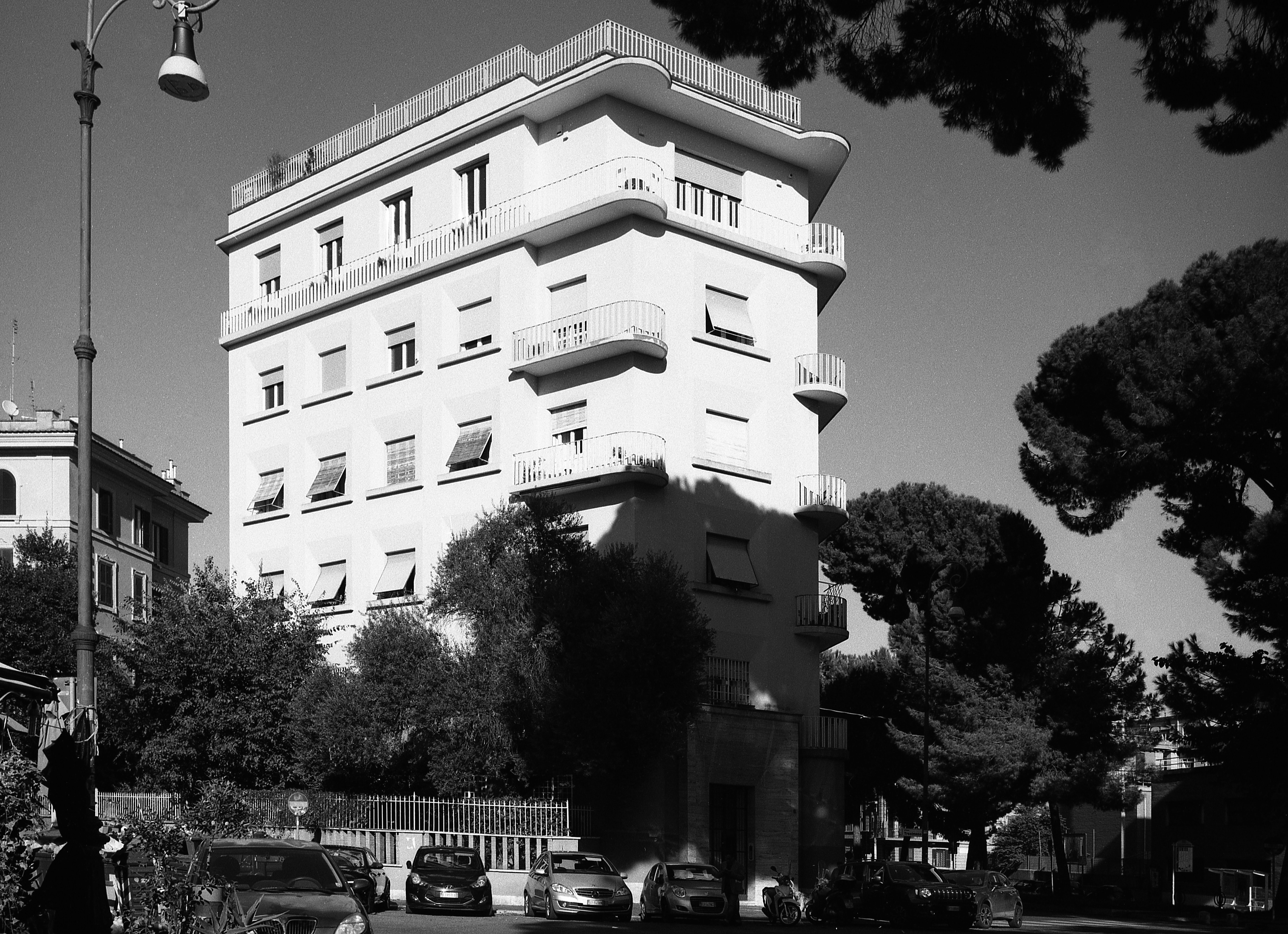
Palazzo di Pietro Aschieri a piazza Trasimeno (1930)

Nel secondo dopoguerra il quartiere dei ferrovieri, che era costituito da una quarantina di edifici, venne completamente demolito. A testimonianza della sua presenza resta parte dell'impianto viario - a eccezione delle cancellate via Tobruk, piazza Misurata e via Derna (questo toponimo è in realtà attualmente utilizzato da una nuova strada) - e alcuni edifici d'epoca, villini di pregio e palazzetti più popolari, sulle vie Benadir, Homs, Tripolitania, Cirenaica e Migiurtinia. Nel vecchio quartiere venne ambientato il film di Pietro Germi L'uomo di paglia, del 1958, mentre intorno andava a completarsi, sull'asse viale Eritrea-viale Libia, il quartiere Africano come lo conosciamo oggi. Al posto del quartiere dei ferrovieri sono stati successivamente costruiti un edificio scolastico, alcuni edifici delle Ferrovie dello Stato, un parcheggio e due edifici residenziali.

### Storia minore
- Durante la seconda guerra mondiale un episodio curioso coinvolse il quartiere: si diceva che nelle notti di luna piena, nella zona di piazza Vescovio, un lupo mannaro terrorizzasse gli abitanti con urla spaventose provenienti da alcuni giardini: si trattava in realtà di un malato mentale, poi individuato e ricoverato in manicomio[7][8].
- L'edificio di via Chiana 87 ospitò il primo ascensore mai realizzato in Italia per una casa popolare destinata agli impiegati statali (case INCIS), inaugurato personalmente da Benito Mussolini che, nel discorso ufficiale, pare si fosse lasciato sfuggire la frase: «... così vi sarà molto più semplice raggiungere in tempo le adunate!».[9]
- Un episodio in parte rimosso è costituito dall'esodo che coinvolse la popolazione i primi di giugno del 1944, quando si diffuse a opera dei repubblichini la voce, falsa e incontrollata, tale da scatenare una follia collettiva, che le truppe tedesche in fuga avessero minato l'intero quartiere e che ci sarebbe stato addirittura un carico di munizioni inesplose. Un fiume di persone si snodò sino a raggiungere villa Borghese, dove molti passarono la notte all'addiaccio nonostante le smentite ufficiali e gli appelli della radio.
- Durante gli anni del boom economico, il quartiere diventa celebre per il Piper, celebre locale protagonista della vita mondana, inaugurato il 17 febbraio 1965 e legato a moltissimi personaggi dell'epoca: vi esordì Patty Pravo e vi si esibirono i Pink Floyd e i Nirvana. Con il tempo è divenuta nota più per la movida sfociante in vandalismo che per le celebrità di passaggio[10].
- Nel giugno del 1965 i Beatles, a Roma per dei concerti al teatro Adriano, si buttarono vestiti nella fontana delle Rane di piazza Mincio dopo una serata in giro per locali accompagnati da Gianni Minà[11].
- Il quartiere è ancora al centro delle cronache durante gli anni di piombo, a causa dei numerosi omicidi politici che vi avvengono; fra i vari, quello del magistrato Vittorio Occorsio, assassinato nel 1976, quattro anni dopo quello del poliziotto Francesco Evangelista davanti al liceo Giulio Cesare. In quegli stessi anni, negli scontri tra opposte fazioni politiche perdono la vita anche due giovani militanti di destra dell'allora Fronte della Gioventù, Francesco Cecchin, appena diciassettenne, che muore il 16 giugno del 1979 a seguito di un'aggressione nei pressi di piazza Vescovio, e Paolo Di Nella, deceduto il 9 febbraio del 1983, dopo essere caduto in coma irreversibile, anche lui a seguito di un'aggressione nei pressi di piazza Gondar.
- Negli anni ottanta la scrittrice Ornella Angeloni ambientò nel quartiere il suo giallo Caffè Ciamei, racconto di una lunga catena di delitti che si snoda in quarant'anni.
- Tra i locali presenti nel quartiere figurava il “Caffè Tortuga”, ora “Piazza Trasimeno” situato nell’omonima piazza di fronte al liceo Giulio Cesare, aperto nel 1953 e citato in Compagno di scuola di Antonello Venditti.

## Monumenti e luoghi d'interesse

### Architetture civili

#### Il Quartiere Coppedè

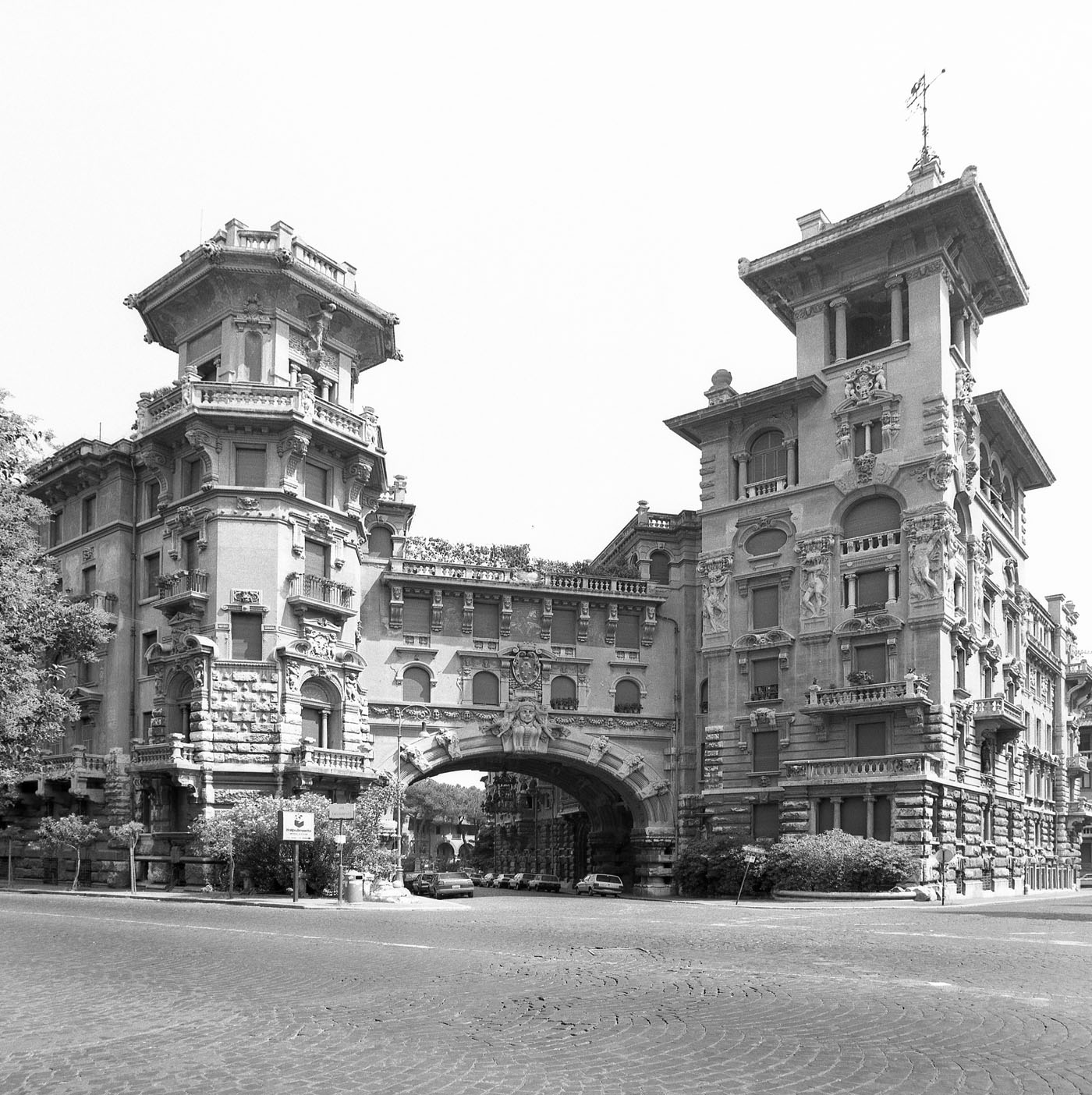
Roma quartiere Coppedè in via Tagliamento

In una zona adiacente a piazza Buenos Aires sorge il Quartiere Coppedè, una piccola area edificata con stile Liberty-eclettico progettata dall'architetto Gino Coppedè. Il portone di piazza Mincio 2, risalente al 1926, ultima costruzione di mano del maestro, è inoltre copia fedele di una scenografia del film "Cabiria" del 1914.

#### Villa Albani
La villa Albani, detta anche Albani-Torlonia, che si estende tra via Salaria e viale Regina Margherita, è stata per 50 anni il centro della cultura europea, tappa obbligata per i più importanti viaggiatori, motore della nascita di fenomeni culturali come il neoclassicismo e l'archeologia intesa come storia dell'arte. La villa era stata fatta costruire alla metà del XVIII secolo dal cardinale Alessandro Albani - nipote di papa Clemente XI, raffinato conoscitore di antichità e protettore di artisti, tra cui Anton Raphael Mengs - allo scopo di custodire le sue collezioni di arte antica, scelte su consiglio di Giovanni Winckelmann. Nacquero così il "laboratorio del neoclassicismo", nel quale operò anche il Piranesi, e una "galleria d'arte" che ospita opere di Nicolò da Foligno, Perugino, Gherardo delle Notti, Van Dyck, Tintoretto, Ribera, Guercino, Giulio Romano, Borgognone, Luca Giordano, David, Vanvitelli.

### Architetture religiose

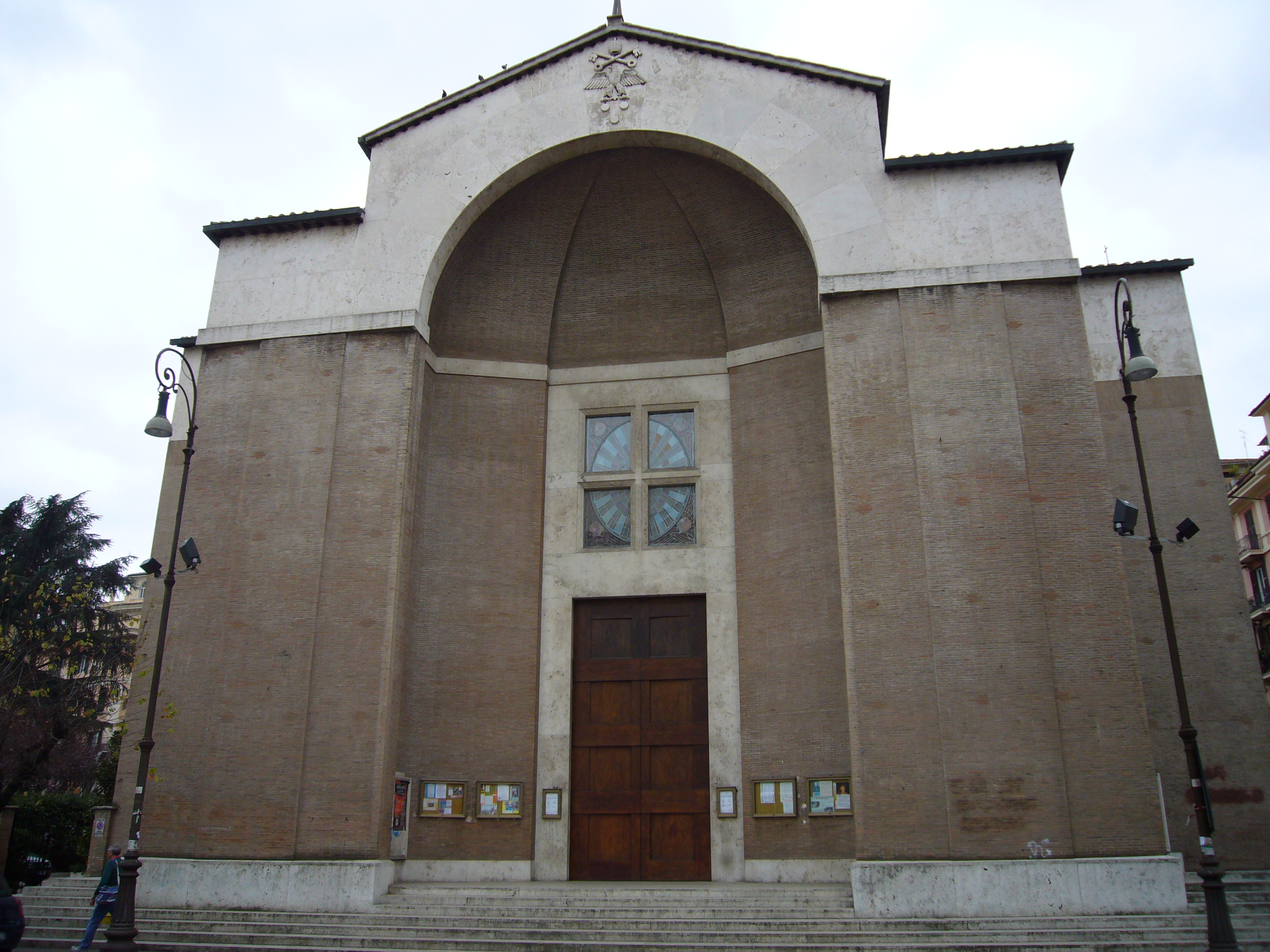
La chiesa di San Saturnino.

- Complesso monumentale di Sant'Agnese fuori le mura, su via Nomentana.
  - Basilica di Sant'Agnese fuori le mura
  - Mausoleo di Santa Costanza
- Chiesa di Santa Maria Addolorata a piazza Buenos Aires, su piazza Buenos Aires.
- Chiesa di San Giuda Taddeo, su via Rovereto.
- Chiesa di San Saturnino, su piazza San Saturnino.
- Cappella Nostra Signora del Sacro Rosario, su via Lambro.
- Chiesa di Santa Emerenziana, su piazza Santa Emerenziana.
- Chiesa dei Sacri Cuori di Gesù e Maria, su via Magliano Sabina.
- Chiesa di Santa Maria Goretti, su via di Santa Maria Goretti.
- Chiesa della Santissima Trinità a Villa Chigi, su viale Arrigo Boito.

### Architetture scolastiche
- Liceo classico statale Giulio Cesare, su corso Trieste.

Edificio del 1935-36 dell'architetto Cesare Valle.
- Liceo scientifico "Amedeo Avogadro", con sede centrale in via Brenta 26 (quartiere Coppedè) e sede succursale in via Cirenaica (quartiere Africano)[12].
- Istituto d'Istruzione Superiore "Giosuè Carducci", su via Asmara[13].
- Istituto Comprensivo Via Volsinio [14]:
  - Scuola secondaria di I grado "Esopo", su via Volsinio.
  - Scuola primaria "Giuseppe Mazzini", su via Volsinio.

Edificio del 1930-31 dell'architetto Cesare Valle. Scuola originariamente dedicata a Italico Sandro Mussolini.
  - Scuola primaria e secondaria di I grado "Ugo Bartolomei", su via Santa Maria Goretti.
- Istituto comprensivo "Luigi Settembrini", su via Sebenico[15].
- Istituto comprensivo "Sinopoli - Ferrini"[16]:
  - Scuola secondaria di I grado "Giuseppe Sinopoli", su via Mascagni.
  - Scuola primaria statale "Contardo Ferrini", su largo di Villa Chigi.

### Siti archeologici
- Sedia del Diavolo, su piazza Elio Callistio. Sepolcro del II secolo.

#### Catacombe
- Catacombe di Priscilla, su via Salaria.
- Catacomba di Sant'Agnese, su via Nomentana, sotto la basilica.
- Catacomba di Trasone, su via Yser, incrocio con via Salaria.
- Catacombe di via Anapo, su via Anapo, incrocio con via Salaria.

### Aree naturali

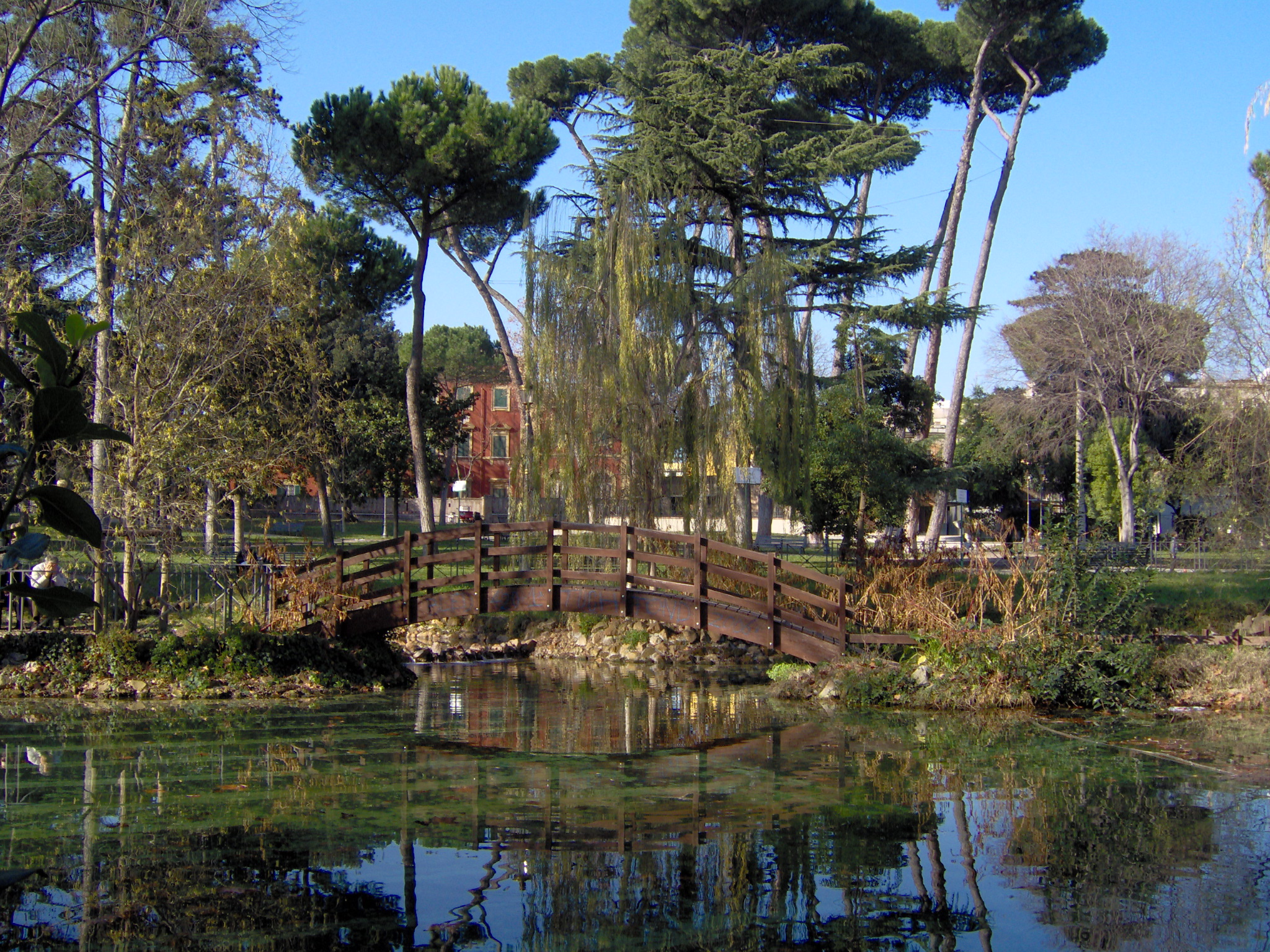
Villa Alberoni Paganini

- Parco Virgiliano (anche Parco Nemorense)
- Villa Chigi
- Villa Leopardi Dittajuti
- Villa Alberoni Paganini

### Ponti
- Ponte di via delle Valli
- Ponte Salario

## Cinema
Il quartiere fu molte volte, e in diversi anni, scenario di molti film italiani.
- De Sica utilizzò le baracche sul fiume Aniene per ambientare il film Il tetto nel 1955.
- Pietro Germi ambientò fra gli edifici del quartiere dei ferrovieri, demolito successivamente, il film L'uomo di paglia del 1958.
- Sempre negli anni cinquanta, la celebre scena dell'inseguimento tra Aldo Fabrizi e Totò in Guardie e ladri inizia alla fine di viale Somalia, e si svolge su un dosso destinato a divenire la futura via Olimpica.
- Nel 1953 la casa del protagonista de La valigia dei sogni di Luigi Comencini è collocata nel complesso dei palazzi dei ferrovieri di via Mancinelli.
- Il quartiere ospita poi gli esterni del film con Alberto Sordi e Sophia Loren Il segno di Venere, che ne mostrano l'aspetto negli anni cinquanta.
- Alcune scene de I soliti ignoti sono ambientate in zona: Carla Gravina si incontra con il fidanzato davanti alla caserma Bianchi (Batteria Nomentana) proprio sul ponte della Ferrovia; sullo sfondo si vedono i primi palazzi, quelli di Piperno, su viale Etiopia, intorno è campagna.
- Nelle scene iniziali del film Audace colpo dei soliti ignoti (1960), Vittorio Gassman entra in un portone di via Dora nel quartiere Coppedè e nel corso del film passeggia lungo un viale Etiopia ancora in costruzione.
- Una fugace inquadratura ne Il medico della mutua con Alberto Sordi, mostra viale Libia all'altezza dei magazzini UPIM.
- Sempre i magazzini UPIM nel 1960 sono il luogo di lavoro delle tre protagoniste di Caccia al marito con Sandra Mondaini.
- In C'eravamo tanto amati di Ettore Scola piazza Caprera viene usata per scandire un cambio del tempo.
- Sempre Scola 20 anni più tardi ambienterà nella storica sede del PCI di via Sebino il suo Mario, Maria e Mario con Giulio Scarpati.
- Per la sua particolare architettura, il quartiere Coppedè fu scelto dal regista Dario Argento, residente nel quartiere Trieste, come sfondo per alcune scene dei suoi film L'uccello dalle piume di cristallo (1970) e Inferno (1980).
- La visione di via Nomentana totalmente deserta viene ripresa da De Sica nel film Teresa Venerdì del 1941, che ha come set le strade del quartiere.
- Nei primi anni duemila il liceo Giulio Cesare ha fatto da sfondo alla fiction[Si fa riferimento al film o alla miniserie?] Piper e al film Scusa ma ti chiamo amore di Federico Moccia.

## Geografia antropica

### Urbanistica
Nel territorio del quartiere si estende l'intera, omonima, zona urbanistica 2E e la parte ovest della 2D Salario.

### Odonimia
Una delle vie principali del quartiere è via Nemorense, che trae il proprio nome dal lago di Nemi. Molte delle vie nelle vicinanze della stessa portano il nome di importanti laghi italiani. Altre vie portano il nome di fiumi italiani. La parte di quartiere comunemente denominata Quartiere Africano è imperniata su 4 viali che portano il nome delle quattro colonie italiane in Africa, contornati da strade denominate con i nomi di città e regioni storiche di tali colonie.
Piazza Vescovio trae il proprio nome dall'omonima, antichissima località nel comune di Torri in Sabina, in provincia di Rieti. Sebbene la corretta accentazione sia Vescovìo, si segnala una diffusa tendenza a pronunciare il toponimo come Vescòvio a causa di un'errata interpretazione fonetica. Nei dintorni della piazza, molte vie richiamano toponimi di comuni o valli della Sabina. Varie strade sono dedicate poi ad aree geografiche abitate, in tutto o in parte, attualmente o in passato, da italiani, le quali però non sono mai politicamente entrate a far parte (o non sono più comprese) all'interno dell'Italia (da alcuni ritenute Italia irredenta); o, viceversa, sono passate al Regno d'Italia dopo la vittoria sull'Impero austro-ungarico nella prima guerra mondiale (1918).
Nelle vicinanze di viale Somalia è collocato un gruppo di vie i cui nomi sono stati attribuiti in onore di operisti o madrigalisti italiani.
Piazza Annibaliano prende il nome dal marito dell'imperatrice Costanza, il cui mausoleo sorge a pochi metri dalla stessa.
Nelle vicinanze delle Catacombe di Priscilla sorgono via di Priscilla e via di Novella.
La piazza che circonda la cd. Sedia del Diavolo porta il nome del liberto di Adriano al quale fu innalzato il monumento sepolcrale, del quale oggi rimane il rudere, Elio Callistio.

## Infrastrutture e trasporti
|  | È raggiungibile dalla stazione di Roma Nomentana. |

## Sport
Attività Sportiva Indoor
- Somalia Sport Club: fin dagli anni '70 nel quartiere Trieste sorge uno dei più noti impianti sportivi della Capitale, l'attuale Somalia Sport Club di Largo Somalia 60 (ex American Health Club e successivamente Roman Sport Center), vera e propria istituzione nell'ambito dello sport e dell'attività sportivo-ricreativa al coperto, nel quale si sono allenati per anni, tra gli altri, importanti personaggi dello spettacolo e della politica. Nel 2014 è stato teatro di uno scandalo legato al fallimento della società che lo gestiva, che ne causò la chiusura estemporanea. A seguito di questo evento, l'impianto rimase chiuso per oltre un anno, finché non è stato riaperto da una nuova società a fine 2015. Tornato oggi al vecchio splendore con il nome di Somalia Sport Club, l'impianto rappresenta un punto di riferimento per lo sport indoor di tutto il quadrante nord della capitale.

### Pallacanestro
- Pass Roma che nel 2019-2020 milita nel campionato maschile di Serie C Gold.[18]
- Atletico Diritti che nel 2019-2020 milita nel campionato maschile di Serie C Silver.[18]